# ميناء مقديشو
ميناء مقديشو، المعروف أيضًا باسم ميناء مقديشو الدولي، هو الميناء البحري الرسمي لمقديشو، عاصمة الصومال. تم وهو مصنف كميناء رئيسي، وهي أكبر ميناء في الدولة.

## لمحة تاريخية
- منذ الإمبراطورية الرومانية، كان هناك ميناء تجاري يسمى سارابيون موجود في ما هو الآن مقديشو الحديثة. ومع ذلك، خلال العصور الوسطى ، كان ميناءمقديشو صغيرًا جدًا وفقط مع وصول الإيطاليين في عام 1890 كانت أول التحسينات التي تم إجراؤها من أجل إنشاء ميناء حديث. وقد زادت طاقة الميناء منذ ذلك الحين ليصبح أهم ميناء في الصومال وواحد من أكبر الموانئ في شرق أفريقيا.
- تم إنشاء ميناء مقديشو كميناء حديث (يسمى في الإيطالية بورتو دي مقديشيو) مع المستودعات والأرصفة في أواخر عشرينيات القرن العشرين من قبل الحكومة الإيطالية للصومال الإيطالي.[5]
- خلال الستينيات تم تحسين الميناء نتيجة الدراسات التي قام بها سلاح المهندسين بالجيش الأمريكي.[6]